# Cholupický hřbitov
Cholupický hřbitov se nachází v Praze 4 v Cholupicích. Hřbitov vznikl z popudu obce Cholupice a za přispění obce Písnice. Zbudován byl roku 1938 stavitelem Františkem Kolmanem. Roku 1994 bylo uvedeno do provozu kolumbárium. Hřbitov má tvar nepravidelného pětiúhelníku o ploše 0,27 hektaru. Vchod je ze západní strany.